# Storbritanniens Grand Prix 1979
Storbritanniens Grand Prix 1979 var det nionde av 15 lopp ingående i formel 1-VM 1979. 

## Rapport
Alan Jones i Williams, som hade pole position, drog iväg redan i starten och det såg länge ut som Frank Williams skulle vinna sitt första F1-lopp. Så blev det också till slut, men det var stallets andreförare Clay Regazzoni som stod för den osannolika bedriften. Jones hade fått problem med vattenpumpen med överhettning av motorn som följd och varit tvungen att bryta efter drygt halva loppet. Detta blev istället en möjlighet för tvåan Regazzoni som han tog vara på och vann därmed sitt sista och Williams första F1-lopp. René Arnoux i Renault kom på andra plats 24,28 sekunder efter och Jean-Pierre Jarier i Tyrrell tog den sista pallplatsen ett varv efter.

## Resultat
1. Clay Regazzoni, Williams-Ford, 9 poäng
2. René Arnoux, Renault, 6
3. Jean-Pierre Jarier, Tyrrell-Ford, 4
4. John Watson, McLaren-Ford, 3
5. Jody Scheckter, Ferrari, 2
6. Jacky Ickx, Ligier-Ford, 1
7. Patrick Tambay, McLaren-Ford (varv 66, bränslebrist)
8. Carlos Reutemann, Lotus-Ford
9. Hector Rebaque, Rebaque (Lotus-Ford)
10. Didier Pironi, Tyrrell-Ford
11. Jan Lammers, Shadow-Ford
12. Elio de Angelis, Shadow-Ford
13. Patrick Gaillard, Ensign-Ford
14. Gilles Villeneuve, Ferrari (63, bränslesystem)

### Förare som bröt loppet
- Riccardo Patrese, Arrows-Ford (varv 45, växellåda)
- Jacques Laffite, Ligier-Ford (44, motor)
- Keke Rosberg, Wolf-Ford (44, bränslesystem)
- Alan Jones, Williams-Ford (38, vattenpump)
- Jochen Mass, Arrows-Ford (37, växellåda)
- Emerson Fittipaldi, Fittipaldi-Ford (25, motor)
- Jean-Pierre Jabouille, Renault (21, turbo)
- Niki Lauda, Brabham-Alfa Romeo (12, bromsar)
- Mario Andretti, Lotus-Ford (3, hjul)
- Nelson Piquet, Brabham-Alfa Romeo (1, snurrade av)

### Förare som ej kvalificerade sig
- Hans-Joachim Stuck, ATS-Ford
- Arturo Merzario, Merzario-Ford